# Большой Аксу
Большой Аксу (каз. Үлкен Ақсу) — село в Уйгурском районе Алматинской области Казахстана. Административный центр Аксуского сельского округа. Находится примерно в 20 км к юго-юго-востоку (SSE) от села Чунджа, административного центра района, на высоте 1327 метров над уровнем моря. Код КАТО — 196635100.

## Население
В 1999 году численность населения села составляла 3251 человек (1610 мужчин и 1641 женщина). По данным переписи 2009 года, в селе проживало 3534 человек (1754 мужчины и 1780 женщин).

## Топографические карты
- Лист карты K-44-16 Большой Аксу. Масштаб: 1 : 100 000. Состояние местности на 1987 год. Издание 1991 г.